# Winfried Aßfalg

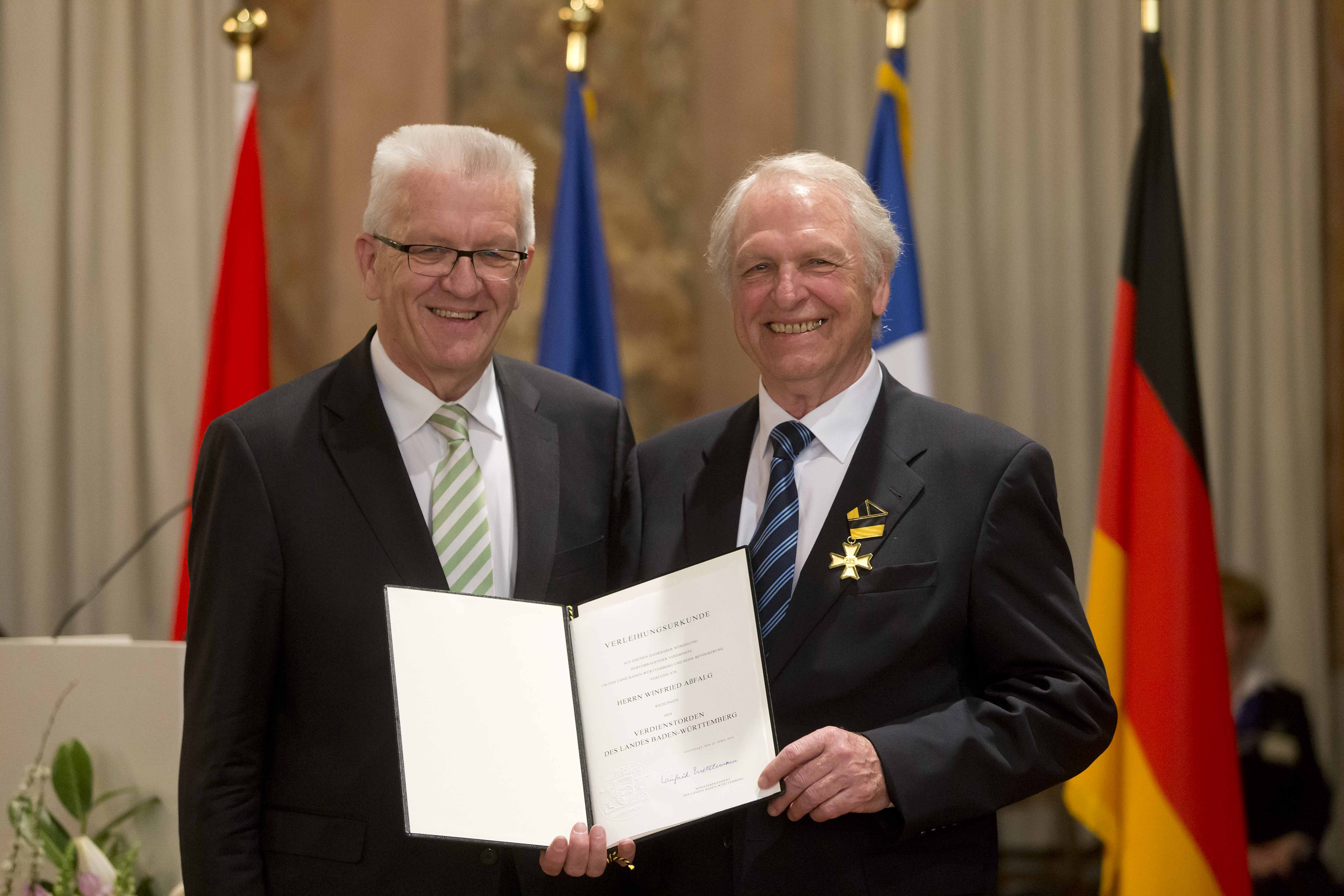
Winfried Kretschmann und Winfried Aßfalg bei der Verleihung des Verdienstordens des Landes Baden-Württemberg am 23. April 2016

Winfried Aßfalg (* 1940 in Aitrach) ist ein pensionierter Sonderschulrektor, Heimatforscher und Autor mehrerer Bücher und Biografien zu Künstlern des 18. Jahrhunderts und Abhandlungen über die Stadt Riedlingen, deren Ehrenbürger er seit 2010 ist.

## Leben
Geboren in Aitrach und aufgewachsen in Tannheim, wo sein Vater die Stelle des Bürgermeisters innehatte, absolvierte er zunächst die damalige Oberrealschule mit Gymnasium in Memmingen und machte Abitur in Saulgau. Nach dem Studium am Pädagogischen Institut Weingarten (heute Pädagogische Hochschule) und einem Studium der Sonderpädagogik in Stuttgart und Tübingen war er als Lehrer in Saulgau, Mengen und von 1970 bis 2003 als der Rektor der Förderschule Riedlingen an der Donau tätig.
Aßfalg, Posaunist und Gründungsmitglied der Dixieland-Band „Stüzles Halbe Stompers“, ist in der Stadtgeschichtsforschung Riedlingens mit Schwerpunkt Hausforschung und Wirtshausgeschichte tätig und erstellte mehrere Biographien bedeutender Riedlinger. Aßfalg ist verheiratet und Vater zweier Söhne.

## Ehrenamtliche Tätigkeiten

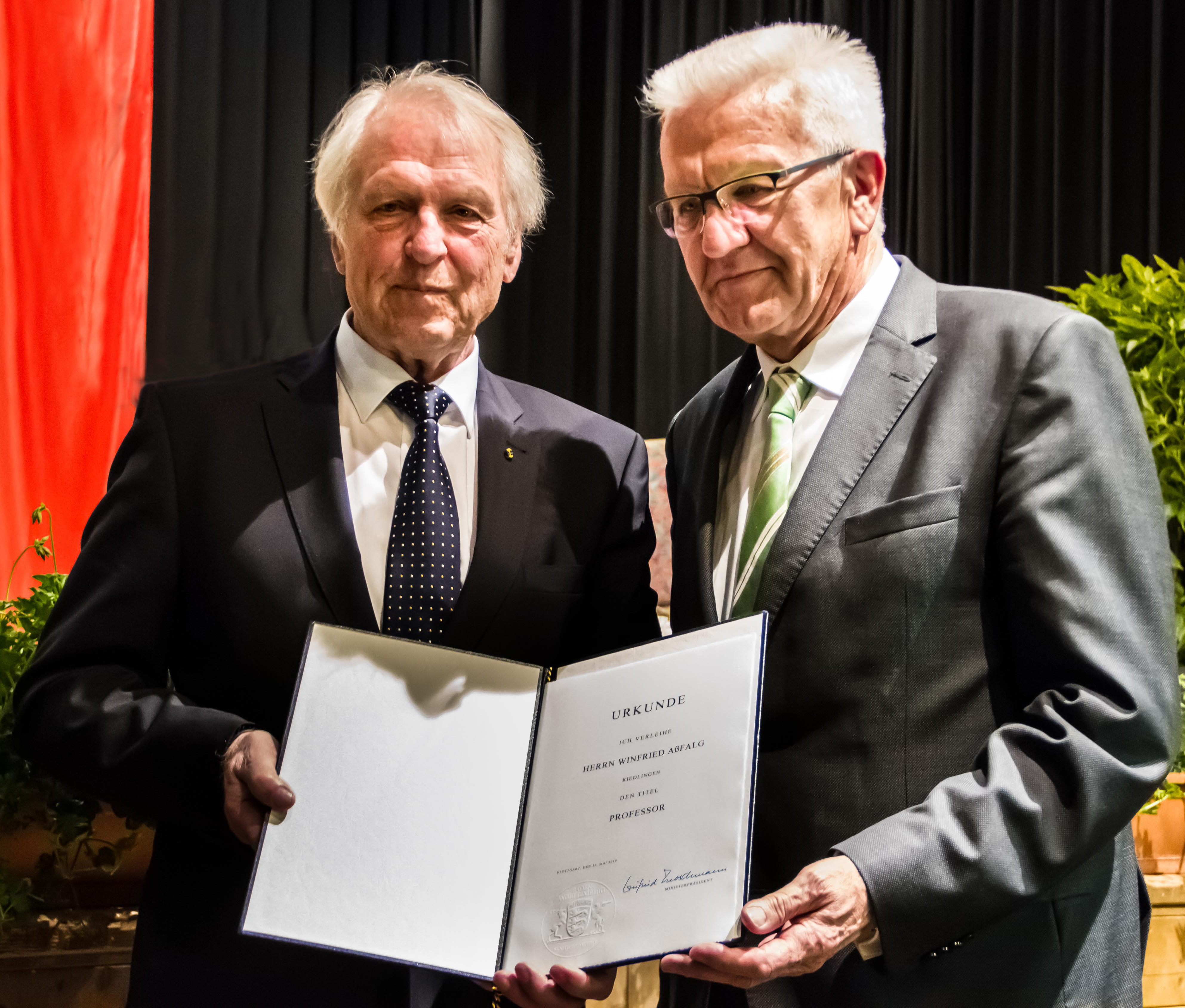
Winfried Aßfalg und Winfried Kretschmann bei der Verleihung des Ehrentitels Professor am 10. Mai 2019

- 1969–1989: Betreuung und Beringung der Weißstörche in Oberschwaben im Auftrag der Vogelwarte Radolfzell, Naturschutzsonderbeauftragter des Regierungspräsidiums Tübingen für den Weißstorch im Regierungsbezirk.
- 1975–1985: Mitglied des kath. Kirchengemeinderats, bis 2018: ehrenamtlicher Betreuer des Pfarr- und Dekanatsarchivs in Riedlingen
- 1978: Wiederbelebung des Palmentragens
- 1998: Mitinitiator der  Albert-Burkart-Stiftung
- 1999 bis 2019: 1. Vorsitzender des Altertumsvereins 1851 e.V. Riedlingen
- 2003: Übernahme der ehrenamtlichen Leitung des Museums Riedlingen im Haus Schöne Stiege  und der Städt. Galerie. Organisation von Vorträgen, Ausstellungen und Galeriekonzerten unter Einbeziehung des historischen Hammerflügels von Conrad Graf (* 1782 Riedlingen; † 1851 Wien), opus 819/1824 im Rahmen der Galeriekonzerte mit europäischen Künstlern.
- 2003–2005: Mitinitiator zur Beschaffung des historischen Hammerflügels von Conrad Graf durch die Stiftung KSK BC mit endgültigem Standort in Riedlingen anlässlich des Stadtjubiläums.

## Ehrungen

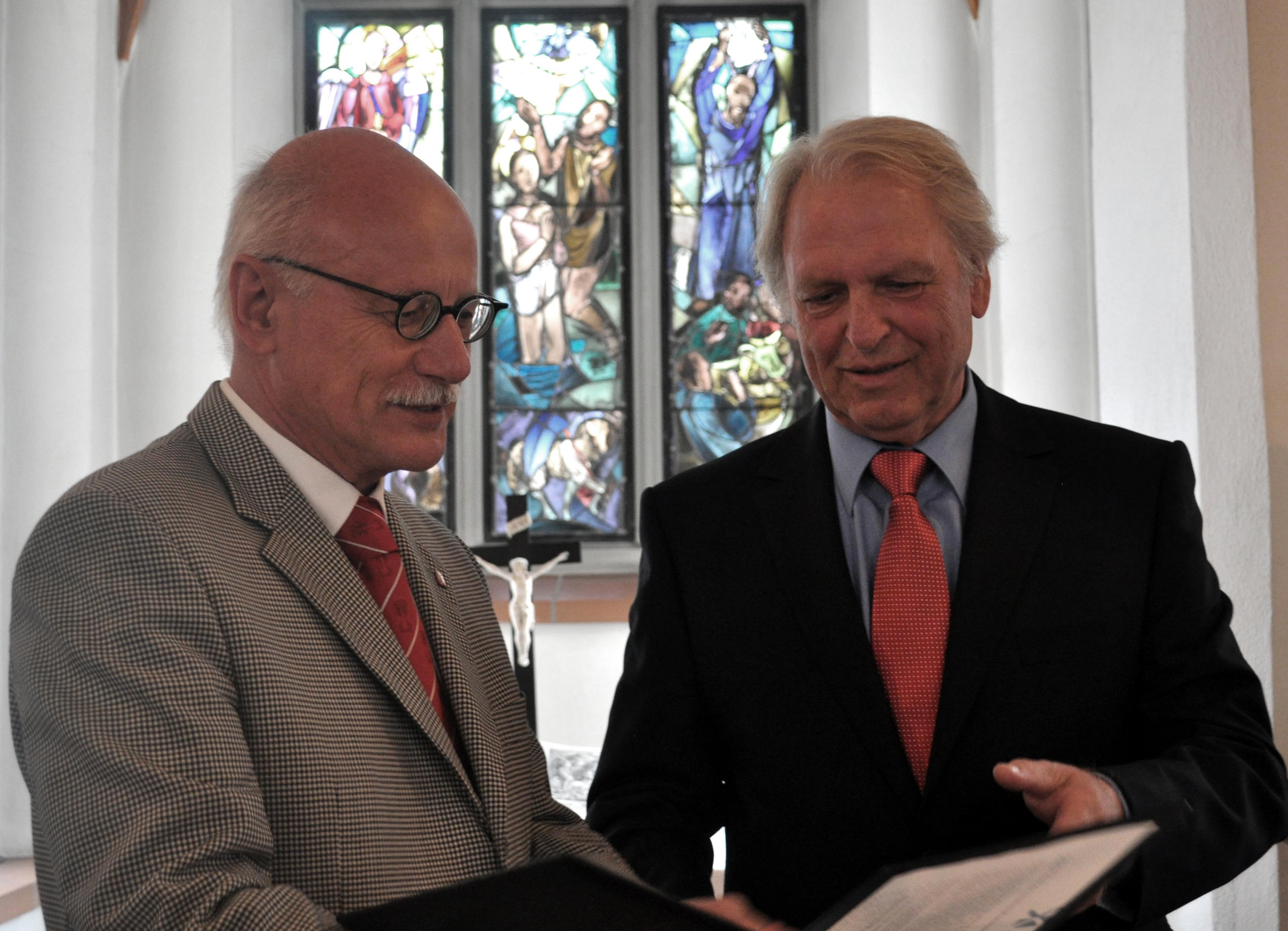
Elmar Kuhn übergibt den Paul-Beck-Preis der Gesellschaft Oberschwaben (2011)

- 1998: Ehrennadel des Landes Baden-Württemberg für Verdienste um die Heimat
- 2002: Landespreis für Heimatforschung Baden-Württemberg
- 2005: Bundesverdienstmedaille der Bundesrepublik Deutschland
- 2008: Mohrenwäsche der Narrenzunft Gole Riedlingen – gewaschener Mohr
- 2010: Ehrenbürger der Stadt Riedlingen
- 2011: Paul-Beck-Preis der Gesellschaft Oberschwaben für Lebenswerk
- 2012: Narrenkappe des Regierungspräsidenten Tübingen
- 2016: Verdienstorden des Landes Baden-Württemberg[2][3]
- 2019: Verleihung des Titels Professor durch Winfried Kretschmann, Ministerpräsident des Landes Baden-Württemberg[4]

## Publikationen (Auszug)
- Riedlingen in alten Ansichten. Zaltbommel 1978
- Die „Storchenburg“ von Mengen. In: Schwäbische Heimat, Heft 4/1980 S. 278-285
- Storchenkämpfe in Oberschwaben. In: Schwäbische Heimat, Heft 2/1983 S. 120-124
- Vor über hundert Jahren: Freie Jagd auf den Weißstorch. In: Schwäbische Heimat, Heft 2/1984 S. 177-181
- Störche in Oberschwaben, Pendler zwischen Ost und West. Naturschutz Baden-Württemberg Beiheft 43, 1986 S. 305-314
- 500 Jahre St. Georg Riedlingen. Riedlingen 1986
- Weißstorch-Dreiergruppe, ein möglicher Umweg zur Paarbildung. In: Ornithologische Mitteilungen, Heft 11/1988 S. 279-285 (Mitautor Ernst Schüz)
- Riedlingen- ein Zentrum für Künstler, aber kein Kunstzentrum. In: Schwäbische Heimat, Heft 4, 1990 (Teil I), S. 332-341. Heft 1, 1991  (Teil II), S. 51–61.
- Erlebtes Heiligkreuztal, Verl. Aktuelle Texte 1986, 19922
- Erlebtes Riedlingen, Heiligkreuztal, Verl. Aktuelle Texte 1992
- Der Bildhauer Andreas Etschmann 1662/1664-1708. In: Heilige Kunst 1994 S. 57-76. Ostfildern 1994
- Johann Georg Tibianus: Magister, Kartograph und Dichter. In: BC - Heimatkundliche Blätter für den Kreis Biberach, 2/1994, S. 19–26.
- Conrad Graf, „Kaiserl. Kön. Hof - Fortepianomacher Wien“. In: BC - Heimatkundliche Blätter für den Kreis Biberach, 1/1995, S. 3–30.
- Die Strahlenmonstranz und der Meßkelch von Georg Ignatius Baur in Riedlingen. In: BC - Heimatkundliche Blätter für den Kreis Biberach, 2/1996 S. 35-42.
- Wenn der „Wind“ das „Schiff“ ins „Paradies“ treibt.- Wirtshausnamen in Riedlingen mit biblischem Hintergrund. In: Schwäbische Heimat, Heft 3/1997, S. 250–259.
- Riedlingen an der Donau (dreisprachig). Gudensberg - Gleichen 1997
- Ehemaliges Prämonstratenser-Stift St. Peter und Paul Marchtal, mit Maximilian Müller, Kath. Kirchengemeinde St. Peter und Paul, 1998, 20062
- Christian. Vater und Sohn. Bildhauer von Riedlingen. Ein Beitrag zur Kunst- und Zeitgeschichte Schwabens im 18. Jahrhundert. Schwabenverlag, Ostfildern 1998
- Strafen und heilen - Scharfrichter, Bader und Hebammen. Ein Beitrag zur Geschichte der ehemals vorderösterreichischen Donaustadt Riedlingen. Bad Buchau 2001, Landespreis für Heimatforschung 2002
- Johann Friedrich Vollmar - ein Henkerssohn wird Künstler. Lindenberg 2002
- Jacob Schelkle und Conrad Graf in Wien. Landsmannschaftliche Beziehungen sind nicht auszuschließen. In: BC – Heimatkundliche Blätter für den Kreis Biberach. 25. Jahrgang. Heft 1/2002, S. 34–36
- „…mit ehrbarem Gemähl von dem Forchnerischen Pemsel besser gezieret…“. Die Maler der Fresken in der Tannheimer St. Martinskirche identifiziert. In: 300 Jahre Kirche St. Martin Tannheim. S. 31-35. Tannheim 2002
- Archivbilder Riedlingen. Erfurt 2003
- Lauter Riedlinger. Prominenz aus fünf Jahrhunderten. Biberach 2005
- Sebastian Rau aus Riedlingen. Erzieher, Hofmeister, Treuhänder in Wien. In: BC - Heimatkundliche Blätter für den Kreis Biberach Heft 2/2005 S. 47-56.
- Nekrologe als Spiegel des Lebens. Zwei unbekannte Marchtaler Künstler: Thomas Heckenberger, Maler, und Johann Caspar Axmann, Bildhauer. In: BC - Heimatkundliche Blätter für den Kreis Biberach Heft 1/2005 S. 52-62
- Franz Joseph Kazenmayer (um 1660/1684-1755). Bildhauer in Riedlingen. Zum 250. Todestag.  In: BC - Heimatkundliche Blätter für den Kreis Biberach Heft 2/2005 S. 24-41
- Riedlingen im Spaziergang, Biberach 2010
- Wenn Schrift zu Kunst wird. Der Mikrograph Johann Michael Püchler. In: BC - Heimatkundliche Blätter für den Kreis Biberach Heft 1/2011 S 10-13
- Das Rätsel um eine Augustinerchorfrau in Riedlingen. In: BC - Heimatkundliche Blätter für den Kreis Biberach, 2/2011 S. 14-24
- Ziegelhütte – Reichsarbeitsdienstlager – Studienheim. Riedlingen 2013
- In Riedlingen erscheint die älteste Tageszeitung Württembergs. In: BC - Heimatkundliche Blätter für den Kreis Biberach Heft 2/2014 S. 21-27
- 500 Jahre Fastnacht in Riedlingen. Narrenzunft GOLE feiert 150-jähriges Bestehen. In: BC - Heimatkundliche Blätter für den Kreis Biberach Heft 1/2015 S. 53-63
- Neben einem ordentlichen Beruf auch Kunstmaler. Richard Hohly (1902-1995) zum 20. Todestag. In: BC - Heimatkundliche Blätter für den Kreis Biberach Heft 2/2015 S. 51-55
- Damals in Riedlingen. Mauern, Türme, Tore. Riedlingen 2017. ISBN 978-3-00-057475-7.
- Damals in Riedlingen. Die Menschen. Riedlingen 2018. ISBN 978-3-00-060900-8.
- Fastnacht in Riedlingen. Gestern und heute. ISBN 978-3-00-064242-5
- Im Spiegel der „Riedlinger Zeitung“. Die „Spanische Grippe“ 1918/1919. In: BC - Heimatkundliche Blätter für den Kreis Biberach Heft 2/2020 S. 4-12. ISSN 1430-9475
- Der Lithograph Johann Michael Fränkel (1813-1863). In: Schwäbische Zeitung, Ausgabe Riedlingen, 10. November 2021
- Der Maler Mathias Locher (1740-1787). In: Schwäbische Zeitung, Ausgabe Riedlingen, 28. März 2022
- Hauptsache „Hautrein“. Vom Lehrjungen zum Meister im 18. Und 19. Jahrhundert. In: BC – Heimatkundliche Blätter für den Kreis Biberach Heft 1/2022 Teil 1. S. 46–54. Heft 2/2022 Teil 2. S. 54–61. ISSN 1430-9475